# ルーアン・ノルマンディー・ラグビー
ルーアン・ノルマンディー・ラグビー（仏: Rouen Normandie Rugby）は、フランスのノルマンディー地域圏ルーアンに本拠地を置くラグビーユニオンクラブである。スタジアムはスタッド・ロベール＝ディオション。2024-2025年シーズンからはナシオナル（3部）に所属。愛称はLes Lions。

## 歴史
2009年創設。
2018-19シーズン後にフェデラル1から昇格して以降は、プロD2でプレー。

## スコッド
- カルレン・アシエシヴィリ(ジョージア代表)
- アレクサンドル・タルス(ルーマニア代表)
- サルム・ウーシン(アメリカ代表)
- エフィ・マアフ

## 歴代所属選手
- タマズ・ムチェドリゼ(ジョージア代表)
- ギャビン・ヴィリエール(フランス代表)
- アンソニー・ペレニーズ(サモア代表)
- テイラー・ゴンティネアック(ルーマニア代表)
- シェーン・オリアリー(カナダ代表)
- ベルジウム・トゥアタガロア(サモア代表)